# Nejc Cehte
Nejc Cehte (født 4. september 1992 i Brežice, Slovenien) er en slovensk håndboldspiller som spiller højre back for danske GOG i Herrehåndboldligaen og Sloveniens herrehåndboldlandshold.
Han deltog under EM i håndbold 2020 i Sverige/Østrig/Norge.